# Bordeasca Nouă
Bordeasca Nouă – wieś w Rumunii, w okręgu Vrancea, w gminie Tătăranu. W 2011 roku liczyła 382
mieszkańców.